# Gewerkschaftsfraktion (1933)
Die Gewerkschaftsfraktion (eigentlich eine Parlamentarische Gruppe) war eine Gruppe von fünf Gewerkschaftern, die sich am 2. Mai 1933 von der SPD-Fraktion in der Hamburgischen Bürgerschaft abspaltete. Die Abgeordneten John Ehrenteit, Hugo Schotte und Wilhelm Petersen, Georg Amlung und Alfred Ehlers folgten dem proklamierten Kurs der Leitung des Allgemeinen Deutschen Gewerkschaftsbundes (ADGB), sich von der SPD zu distanzieren. Sie sollten sich der neuen Machtsituation stellen und das beste für die Arbeiterschaft herausholen. Der ebenfalls aus der SPD-Fraktion ausgetretene Peter Hass trat der „Fraktion“ nicht bei.
Die „Gewerkschaftsfraktion“ erreichte allerdings mit ihren sechs Abgeordneten nicht die Fraktionsstärke; so schloss sie sich als Gast (Hospitant) der NSDAP-Fraktion an.
Die Mitglieder der Gewerkschaftsfraktion begründeten diesen Schritt, der innerhalb der SPD und großen Teilen der Gewerkschaft als Verrat angesehen wurde, indem sie vorgaben, die parlamentarische Vertretung der Arbeiterbewegung retten zu wollen. Sie waren der Meinung (und damit hatten sie recht behalten), dass die SPD kurze Zeit später verboten werden würde. Dass sie aber durch diese Anlehnung an die neuen Machthaber für die Arbeiterschaft etwas erreichen würden, sollte sich schnell als Illusion herausstellen. Bereits am 10. Juli 1933 wurden ihre Mandate kurz nach denen der SPD gestrichen.